# Distretto di Javoriv
Il distretto di Javoriv (in ucraino Яворівський район?, Javorivs'kyj rajon) è un distretto nell'oblast' di Leopoli in Ucraina. Il suo centro amministrativo è la città di Javoriv. Ha una popolazione di 177 662 abitanti.
Il 18 luglio 2020, come parte della riforma amministrativa dell'Ucraina, il numero di distretti dell'oblast' di Leopoli è stato ridotto a sette e l'area del distretto di Javoriv è stata notevolmente ampliata.